# Warmsworth
Warmsworth – wieś w Anglii, w hrabstwie ceremonialnym South Yorkshire, w dystrykcie metropolitalnym Doncaster. Leży 23 km na północny wschód od miasta Sheffield i 233 km na północ od Londynu. W 2001 miejscowość liczyła 3855 mieszkańców.